# Col de la Pierre Saint-Martin
Der Col de la Pierre Saint-Martin (spanisch: La Piedra de San Martín) ist ein 1760 Meter hoher Bergpass in den Zentral-Pyrenäen. Er bildet den Übergang zwischen dem französischen Barétous und dem
spanischen Roncal-Tal. Damit verbindet er das Département Pyrénées-Atlantiques mit der Region Navarra.

## Streckenführung
Von Norden führen mehrere Strecken auf den Col de la Pierre Saint-Martin, die alle auf dem 1540 Meter hohen Col de Soudet zusammenlaufen. Die Hauptroute wird von der D132 gebildet und nimmt ihren Ausgangspunkt in Arette. Auf einer Länge von 25,8 km überwindet sie 1460 Höhenmeter. Der mittlere Abschnitt ist am steilsten, auf einer Länge von 8 km werden 750 Höhenmeter überwunden. Der steilste Kilometer besitzt eine durchschnittliche Steigung von 11 %, mit einer kurzen 15%igen Rampe. Vom Col de Soudet sind es noch 3,5 km bis zur Passhöhe mit gut 6 % Steigung.
Die Südrampe von Spanien aus ist deutlich flacher. Auf 26,5 km Länge werden 960 Höhenmeter überwunden. 6 km vor der Passhöhe befindet sich vorgelagert der 1578 Meter hohe Portillo de Eraice.

## Tourismus und Sehenswürdigkeiten

### Wintersport
Östlich der Passhöhe befindet sich die Skistation La Pierre Saint-Martin. Das Skigebiet besitzt 20 Pisten auf dem Nordhang des 2044 Meter hohen Pic d’Arlas, der 1,5 km von der Passhöhe entfernt ist. Die zur Gemeinde Isaba auf der spanischen Seite des Passes gehörende Station Larra-Belagua verfügt über 25 km Langlaufloipen.

### Höhlenforschung
Das seit dem Ende des 19. Jahrhunderts u. a. durch Édouard Alfred Martel und Eugène Fournier erforschte Karstgebirge birgt ein ausgedehntes Höhlensystem. 1950 wurde ein 320 Meter tiefer Schacht entdeckt, der den Zugang zum Gouffre de la Pierre Saint-Martin bildet. 1953 folgte die Entdeckung der riesigen Salle de Verna (260 × 250 × 190 m). Diese ist seit 2010 als Schauhöhle zugänglich. Seit 2008 betreibt die Société Hydroélectrique du Midi, eine Tochter von GDF Suez, ein unterirdisches Wasserkraftwerk mit einer Leistung von 4 MW.

### La Junte de Roncal
Seit über 600 Jahren weiden französische Kühe jenseits des Passes auf den Bergwiesen des Roncal-Tals. Jedes Jahr entrichten die französischen Hirten als Gegenleistung ihren spanischen Nachbarn drei zweijährige Kühe als Tribut, gemäß dem erstmals 1375 urkundlich erwähnte Abkommen La Junte de Roncal. Dieses gilt als Europas ältester noch gültiger internationaler Vertrag. Zur feierlichen Übergabe treffen sich die Bürgermeister von vier der sieben spanischen Gemeinden des Roncal-Tales mit ihren sechs französischen Amtsbrüdern aus dem Barétous an jedem 13. Juli am Col de la Pierre Saint-Martin. Die Zeremonie folgt einem genau vorgeschriebenen Ablauf und ist heute Teil eines Volksfestes.

## Radsport

### Tour de France
Der Col de la Pierre Saint-Martin wurde in seiner Gesamtheit erstmals von der Tour de France 2007 überquert. Im Verlauf der 16. Etappe wurde er von Spanien kommend als Anstieg der 1. Kategorie gefahren. Erster am Gipfel war der Kolumbianer Mauricio Soler, der spätere Gewinner des Bergpreises. Zuvor hatte die Tour de France bereits mehrmals über den Col de Soudet geführt, der rund dreieinhalb Kilometer unterhalb der Passhöhe des Col de la Pierre Saint-Martin liegt, jedoch über dieselbe Nordauffahrt erreicht wird.
Im Jahr 2015 fand im Rahmen der 10. Etappe eine Bergankunft im Skigebiet La Pierre Saint-Martin statt, das kurz vor der Passhöhe erreicht wird. Den Etappensieg sicherte sich der gesamtführende Brite Chris Froome, der seinen Konkurrenten mehr als eine Minute abnahm. Der Anstieg der von Arette über die Nordseite führte, wurde als Bergwertung der Hors Catégorie (HC-Kategorie) klassifiziert.
| Jahr | Etappe     | Bergwertung  | Fahrer         | Auffahrt |
| ---- | ---------- | ------------ | -------------- | -------- |
| 2007 | 16. Etappe | 1. Kategorie | Mauricio Soler | Süd      |

### Vuelta a España
Im Jahr 2023 fand auf der 14. Etappe der Vuelta a España eine Bergankunft auf halber Höhe der Südauffahrt statt. Das Ziel befand sich bei dem Skiresort Larra-Belagua, das rund fünf Kilometer unterhalb der Passhöhe des Col de la Pierre Saint-Martin liegt. Der Schlussanstieg war 9,5 Kilometer lang und wies eine durchschnittliche Steigung von 6,3 % auf, wobei die Straße auf den letzten beiden Kilometern zunehmend abflachte. Im Ziel wurde eine Bergwertung der 1. Kategorie abgenommen. Den Etappensieg sicherte sich der Belgier Remco Evenepoel aus der Ausreißergruppe.

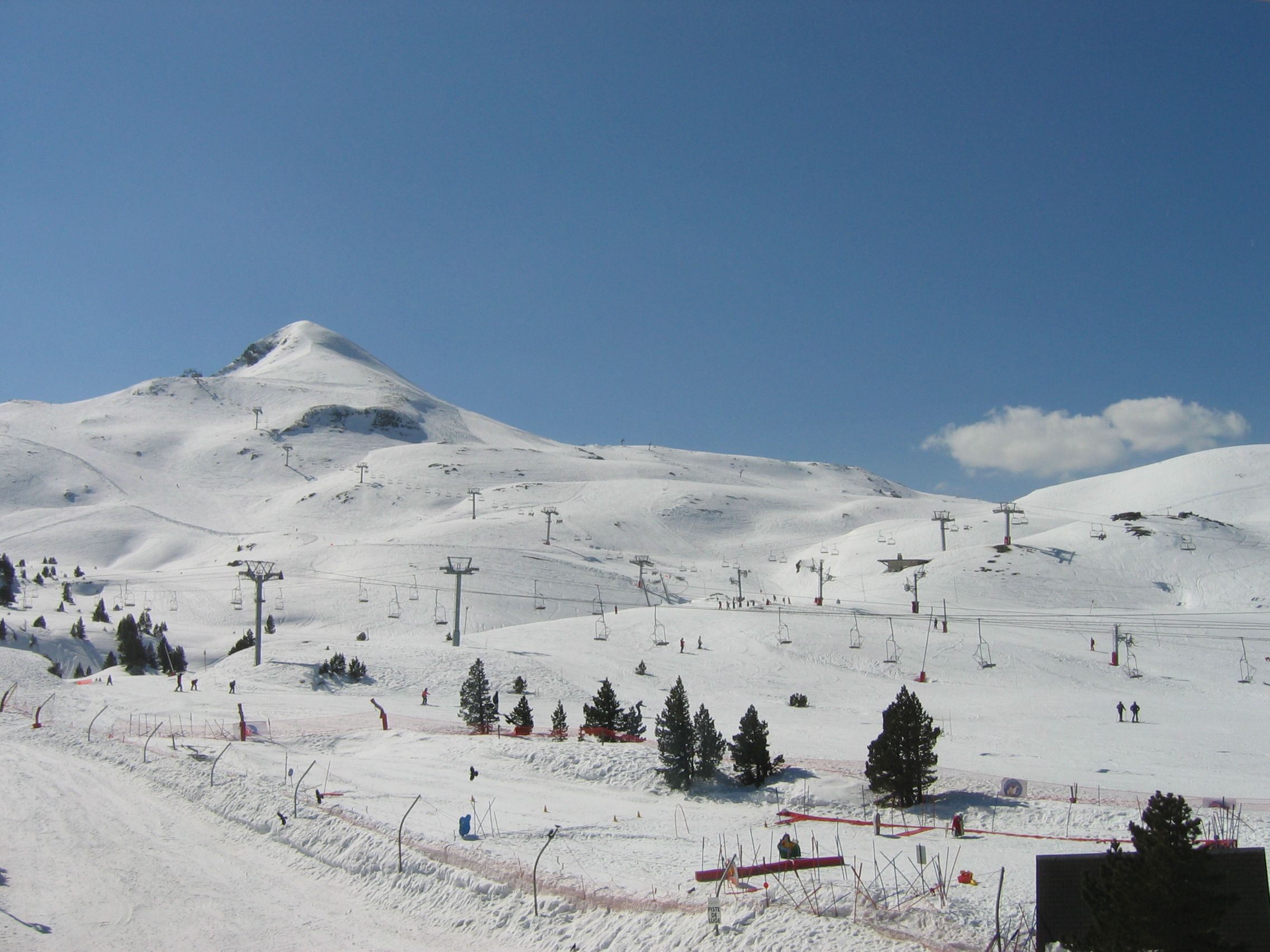
La Pierre Saint-Martin, Blick von der Skistation auf den Pic d’Arlas
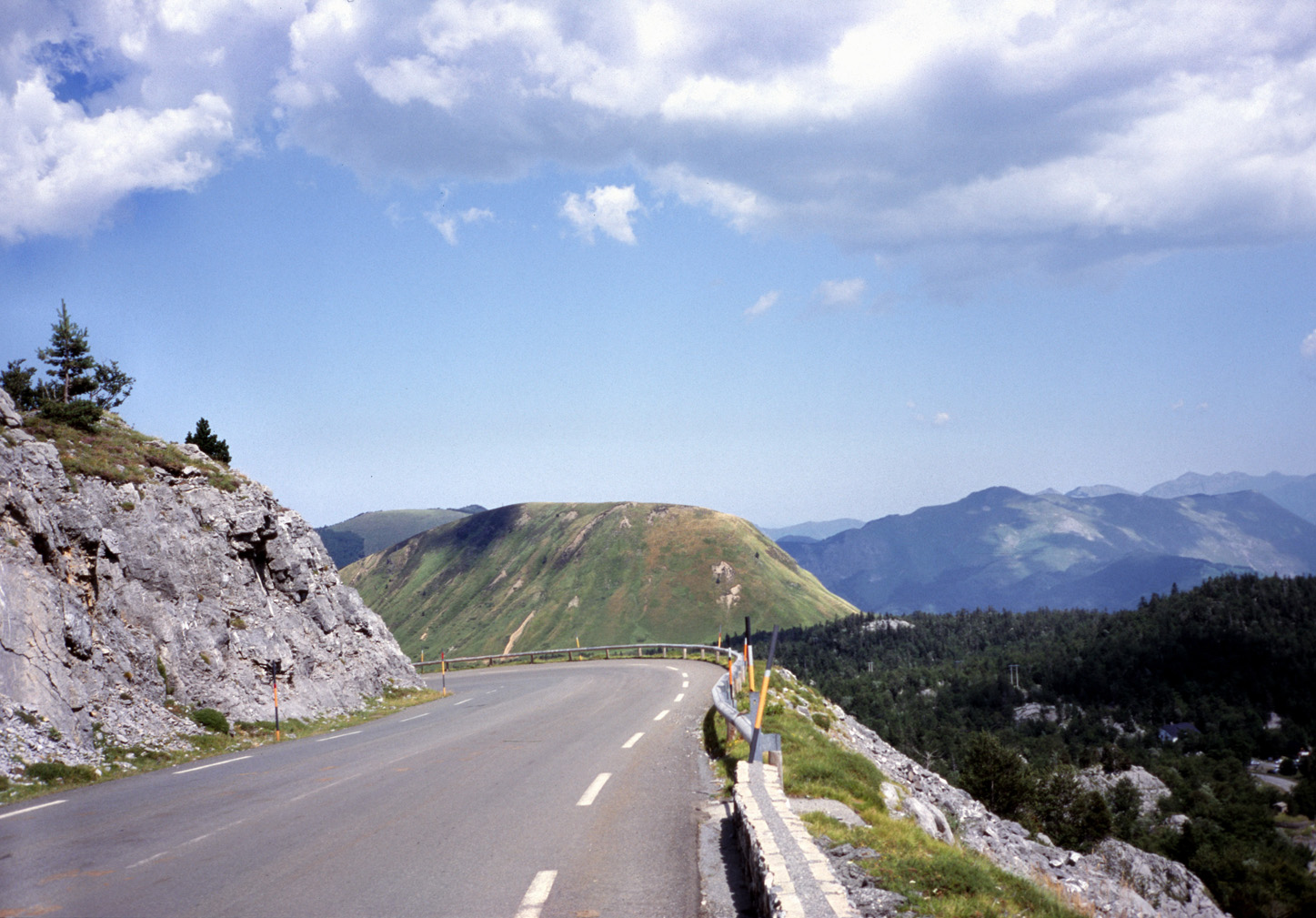
Passstraße oberhalb der Skistation
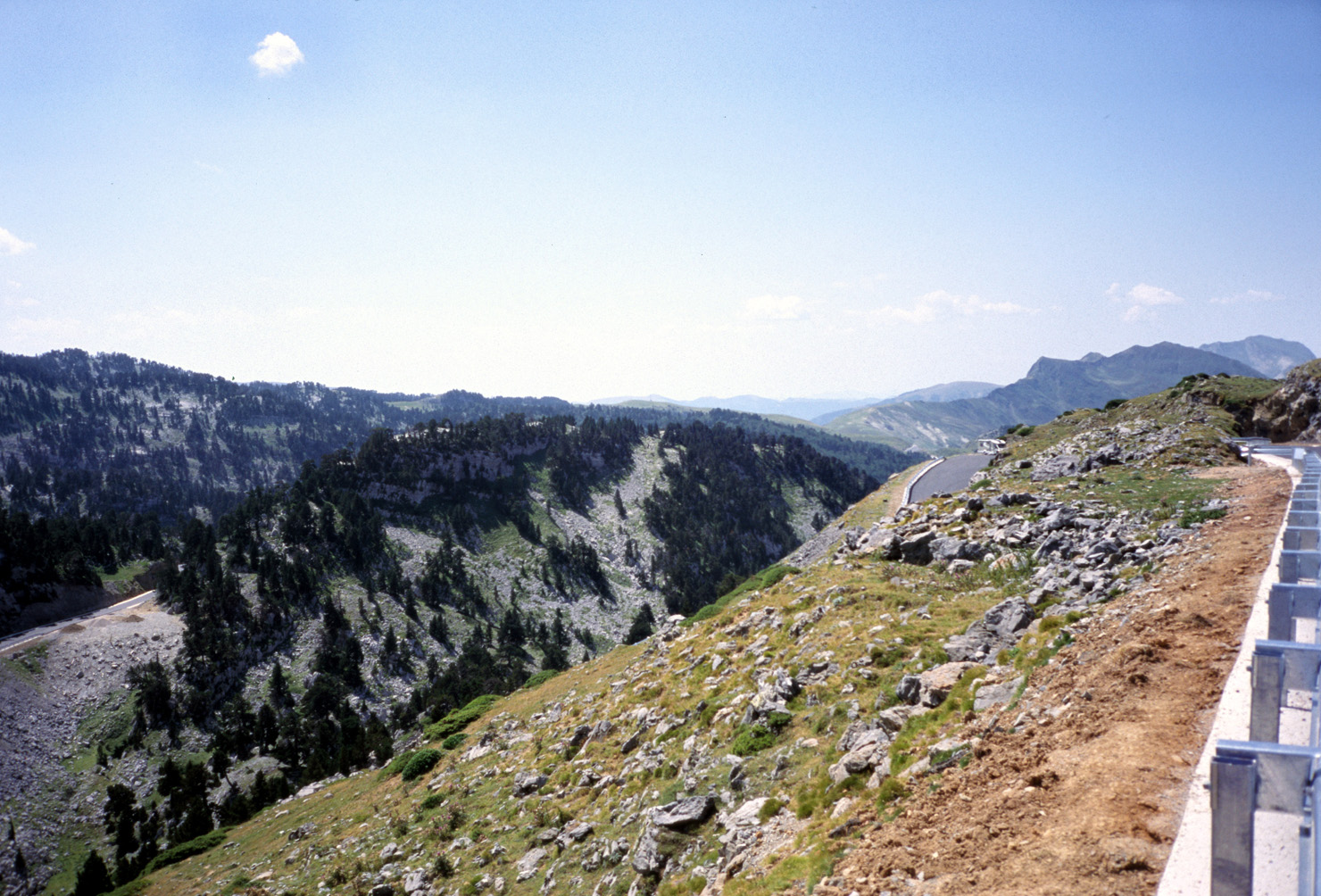
Blick auf den obersten Abschnitt der spanischen Seite